# Hotel Du Casque
Hotel Du Casque, ook Hotel du Casque, officieel Amrâth Hotel Du Casque, is een hotel in het centrum van de Nederlandse stad Maastricht. Het deels aan de Helmstraat, deels aan het Vrijthof gelegen viersterrenhotel is eigendom van de Amrâth Groep. De al in de middeleeuwen vermelde herberg Den Helm werd diverse malen ver- en herbouwd. Het huidige hotel dateert grotendeels uit 1931-1933 en is opgetrokken in een bouwstijl verwant aan het nieuwe bouwen met art deco-elementen in het interieur. Het gebouw is sinds 1997 een rijksmonument.

## Geschiedenis

### Herberg Den Helm (tot ca. 1800)
In de middeleeuwen lag op de hoek van het Vrijthof en de Helmstraat – toen niet meer dan een steeg – de herberg "De(n) Helm" of "In den Helm". De herberg werd voor het eerst vermeld in 1439, toen deze eigendom was van Lambrecht (Lambertus) van Otegroven. Lambrecht erfde Den Helm van zijn vader Claes van Otegroven, dus de herberg was waarschijnlijk ouder. In 1469 werd een conflict beslecht over de eigendomsrechten tussen Lambrecht enerzijds en zijn zus Jutte en haar man anderzijds. Daaruit bleek dat de herberg zeer winstgevend was. Na Lambrechts dood was zijn weduwe Odilie Clut eigenaar. Als waard stelde ze Thomas van Herderen aan. Den Helm was in de vijftiende eeuw vooral een pleisterplaats voor adellijken uit de omgeving. Niet zelden gebeurde het dat een adellijk heer na een drinkgelag het paard als onderpand moest achterlaten, totdat de rekening betaald was.

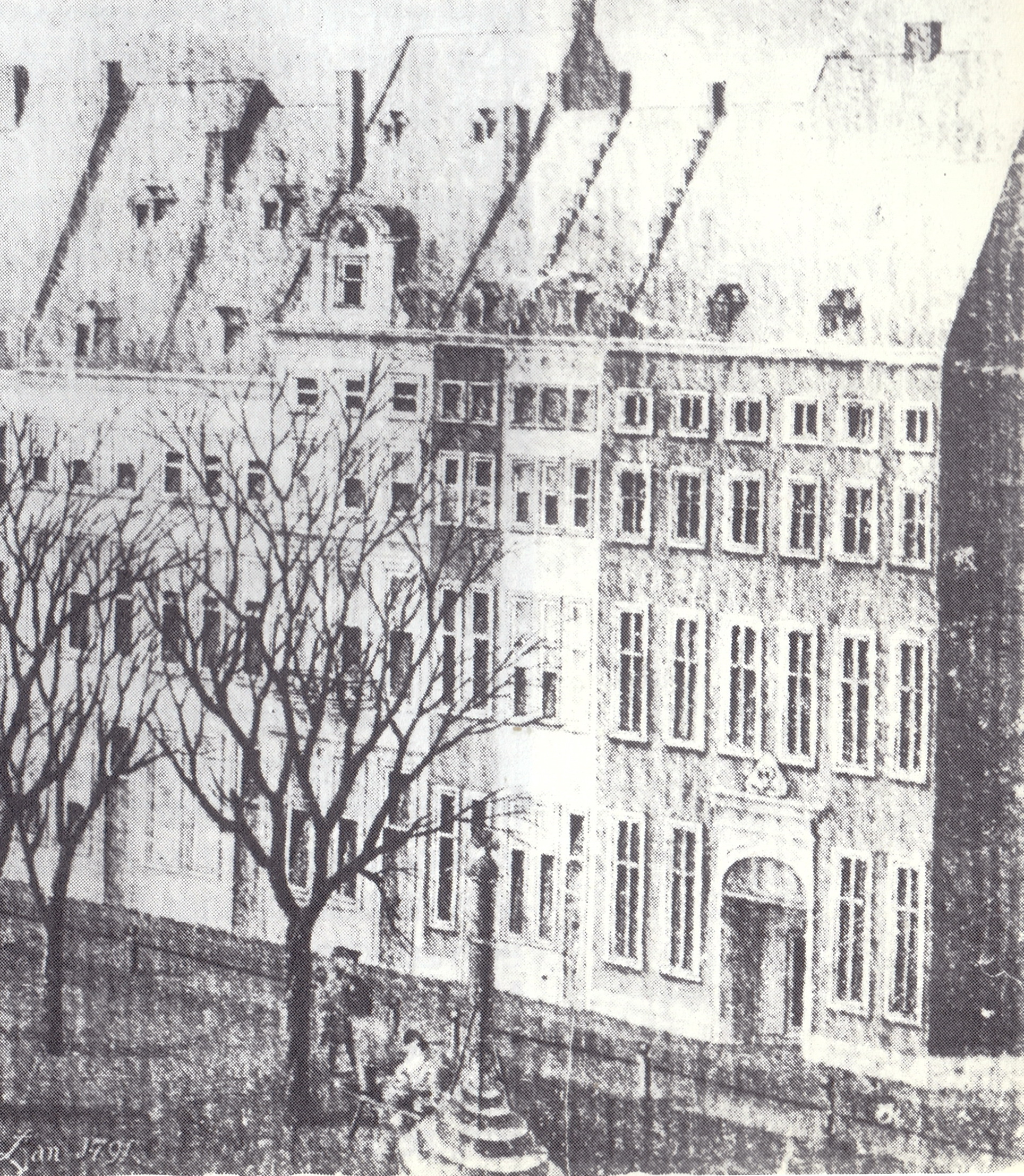
Noordzijde Vrijthof met o.a. Perroen (M. Lenarts, 1791). Op de hoek Den Helm, in die tijd eigendom van Maria-Christina Schrack

Omstreeks 1530 was het pand in bezit van de magistraatsfamilie Passart, die het in 1532 voor achthonderd goudguldens verkocht aan Vranck Craechs. Craechs overleed in 1544 en zijn zoon Reyner verhuurde aanvankelijk de zaak aan Servaes van Sluyssen, die het pand in 1546 kocht. De familie Van Sluyssen bleef tot begin zeventiende eeuw eigenaar. Als waard traden achtereenvolgens op: Hendrick van Sluyssen, Jan Fosseroul en, na 1597, diens zoon Servaas Fosseroul. In 1641 kocht Melchior Hoen het logement voor 7.900 Brabantse guldens van de familie Fosseroul, die toen blijkbaar eigenaar waren. Hoen verkocht de "hostellerie" in 1659 voor 14.000 Brabantse guldens aan Augustin Carré. Deze breidde het hotel uit met een aangrenzend pand gelegen "in den Winckel". Na Carrés dood in 1661 bleef Den Helm nog tot 1693 in het bezit van enkele van zijn kinderen.

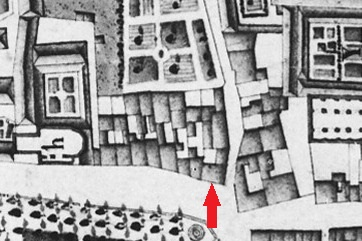
Omgeving Vrijthof-Helmstraat, 1748. Links het Wittevrouwenklooster, rechts het Dominicanenklooster. Bij de pijl: De Helm

De volgende eigenaar was de wijnkoper Joannes Schrack, die het pand kocht voor 14.000 gulden. Het logement zou tot begin negentiende eeuw in het bezit van de familie Schrack blijven, waarbij met name de vrouwen het voortouw namen. Bij het beleg van 1748 kwam een Franse bom in de schoorsteen van Den Helm terecht. Hoe groot de schade was, is niet bekend. In 1772 werden de daken vernieuwd en kregen de stallingen een opknapbeurt. In 1781 slaagde Maria-Christina Schrack (1718-na 1794?) erin het volledig eigendom te verwerven. Deze energieke vrouw, tweemaal weduwe geworden, was het meest bekend als "aubergiste in den Helm", maar bezat daarnaast diverse andere ondernemingen in Maastricht. Haar beide huwelijken waren kinderloos gebleven. In haar testament uit 1783 wees ze als erfgenamen aan de vier kinderen van haar zuster, waarvan de zoon reeds overleden was, waardoor diens erfdeel aan zijn weduwe toeviel.

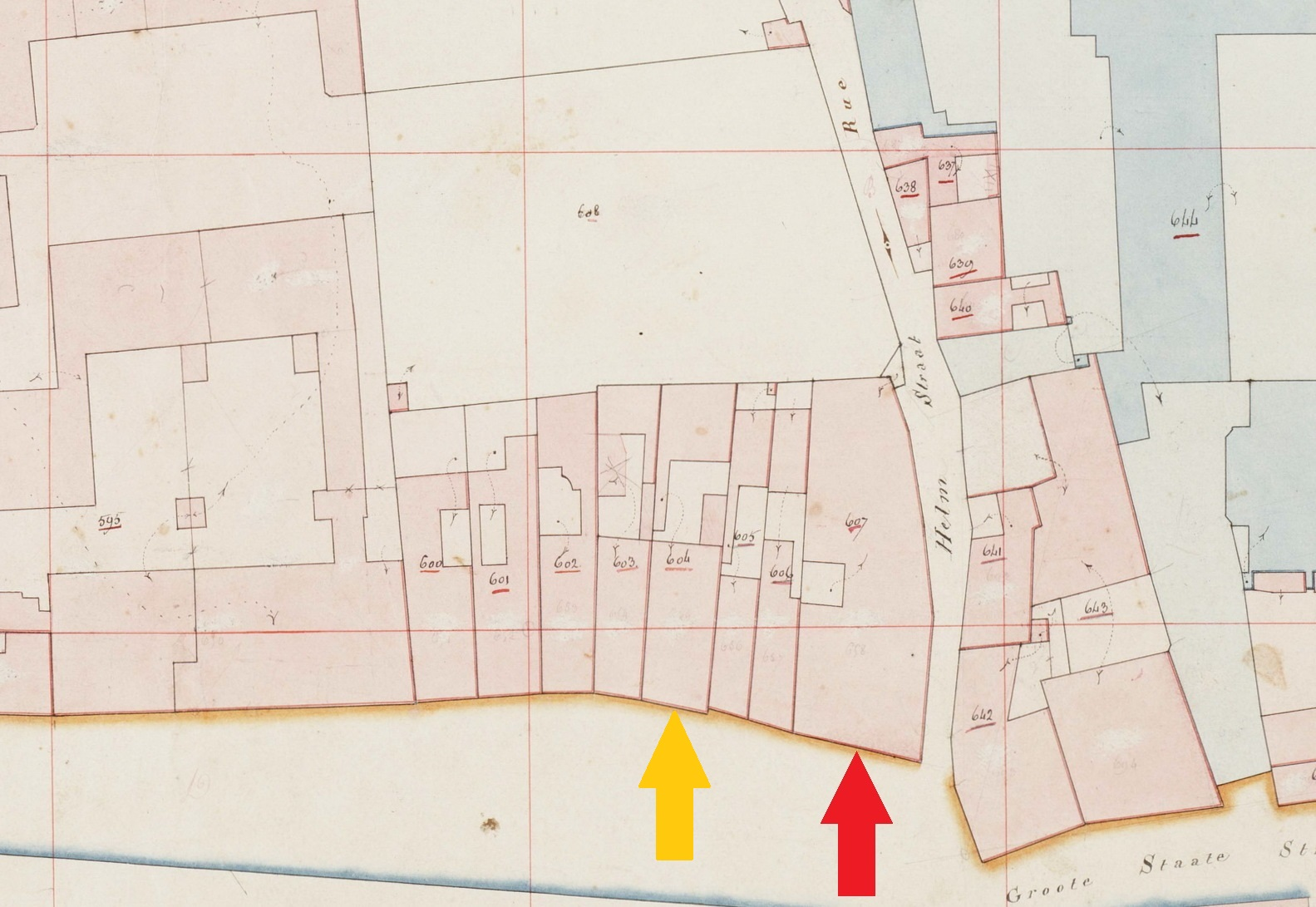
Omgeving Vrijthof-Helmstraat, 1823-1830. De rode pijl wijst de toenmalige locatie van Du Casque aan; de gele de latere (na 1862)

### Eerste Hotel Du Casque (ca. 1800-1860)
Vanaf de Franse Tijd (1794-1804) presenteerde het logement zich voornamelijk als "Hôtel le Casque" of "Du Casque", alhoewel in Nederlandstalige kranten nog werd geadverteerd als "Logement den Helm". Voor 1800 werd de Franstalige benaming ook al gebruikt, maar toen was het meestal "Au Heaume". Eind 1816 werd, na een rechterlijke uitspraak, de omvangrijke nalatenschap van Maria-Christina Schrack ("Schraek") geveild. Deze bestond uit een zestal panden, waaronder "le Casque", enkele landerijen en diverse uitstaande leningen ter waarde van ƒ 39.000. Nieuwe eigenaar was ene "sieur Bonjour", die ten tijde van de veiling het hotel runde. Jan Joseph Bonjour (1777-1861) was geboren in Den Haag als zoon van de Franse meesterkok, traiteur en herbergier Abraham David Bonjour. Jan Joseph Bonjour was in 1803 in Maastricht getrouwd met Marie Anne Caldies (1781-1865). In 1842 is hij nog steeds eigenaar van het hotel. Wellicht noemde hij zich op onderstaande prenten "Bonjour fils" vanwege de reputatie die zijn vader in Den Haag genoot. Een andere mogelijkheid is dat zijn zoon Jacobus Lodewijk ("Louis") Bonjour (1811-1858) het hotel enige jaren bestierde.
Op een tweetal reclameprenten en een porseleinkaartje, alle uit de 'periode Bonjour' (1816-1845), is het hotel afgebeeld aan het Vrijthof ("Place d'Armes"). De ene versie lijkt onrealistischer dan de andere, omdat het hotel hier vrijliggend is afgebeeld. Op de andere prent (en het porseleinkaartje) is de gevel – in overeenstemming met de werkelijkheid – onderdeel van de noordelijke Vrijthofwand. Het pand is hier echter twee vensterassen breder dan op de eerste prent, wat kan wijzen op een tussentijdse hoteluitbreiding, zij het dat de koetspoort in dat geval één travee opgeschoven is. Mogelijk heeft de tekenaar zich vergist of heeft men het hotel bewust groter willen weergeven dan het was. Het betreft hoe dan ook een brede lijstgevel, waarachter vier bouwlagen plus een kelder- en kapverdieping schuil gaan. De meeste vensters zijn voorzien van blinden. Een grote inrijpoort, met daarboven een luifel en een helm als uithangteken, bevindt zich centraal in de gevel. Een met vier paarden bespannen koets, mogelijk de postkoets Maastricht-Aken, komt op de ene prent aanrijden en rijdt op de andere prent door de poort de binnenplaats op. Rond het hotel is het een komen en gaan van mensen. De reclameteksten op de prenten zijn twee- of drietalig. De Franstalige tekst, met de naam van de eigenaar/uitbater "Bonjour fils", is het meest prominent weergegeven. Interessant is de vertaling van de hotelnaam in het Duits ("Gasthof zum Helm") en Engels ("Hotel of the Head Piece").

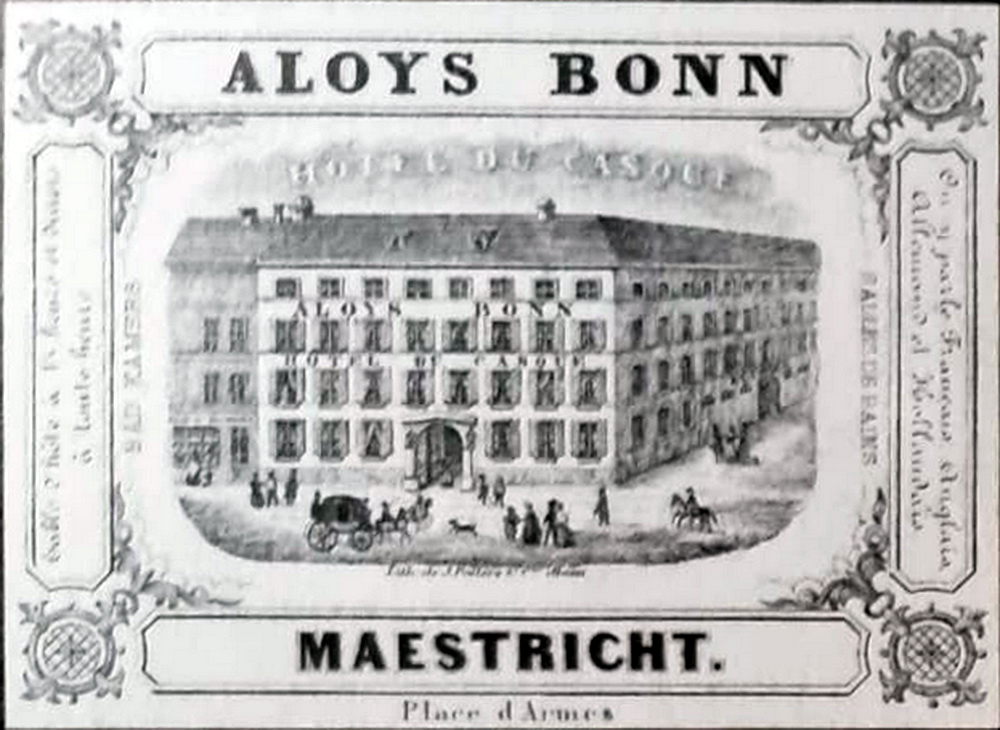
Visitekaartje, ca. 1845-1860

In 1845 werd de oorspronkelijk uit Aken afkomstige Aloys Bonn (1818-1870) eigenaar van het hotel. Een visitekaartje (mogelijk ook een porseleinkaartje) uit deze periode toont het hotel zoals het er toen waarschijnlijk uitzag: een brede gevel van acht traveeën met een koetspoort aan het Vrijthof, en een nog bredere gevel, eveneens met koetspoort, aan de Helmstraat. Het Helmstraatje wordt veel breder weergegeven dan het in werkelijkheid was. Bonn's naam staat prominent op de Vrijthofgevel. Al eerder, omstreeks 1840, was hij eigenaar van café Suisse aan het Vrijthof. Later was hij een van de steunpilaren van de sociëteit Momus. In 1859 kocht Bonn het toentertijd zeer gerenommeerde Hotel du Lévrier aan de Boschstraat.
Al langer bestonden er plannen om aan de noordzijde van het Vrijthof het Statenstraatje en het Helmstraatje te verbreden. Dat was in de eerste plaats nodig om er riolering te kunnen aanleggen; pas in de tweede plaats ging het om "verfraaijing der stad". In het Helmstraatje was Hotel Du Casque de voornaamste sta-in-de-weg. Omdat hoteleigenaar Bonn verbouwingsplannen bleek te hebben, wat de prijs van het te onteigenen pand zou kunnen opdrijven, werd het hotel door de gemeente aangekocht nog vóór de gemeenteraad op 9 maart 1860 het besluit tot verbreding had genomen. In april 1860 werd het hotel afgebroken. In de maanden daarna werd riolering aangelegd en werd de steeg verbreed tot 10 el (circa 7 m), waardoor er plaats was voor een rijweg met twee sporen en voetpaden aan beide zijden. In augustus kon de straat al voor het verkeer worden opengesteld. Op de hoek met het Vrijthof werden twee percelen samengevoegd en hier verrees in 1869 het nieuwe Post- en Telegraafkantoor, een monumentaal, neoclassicistisch gebouw van de Bredase architect A.J.F. Cuypers (in 1929 gesloopt). De rest van de bebouwing langs de westelijke rooilijn van de Helmstraat kwam na 1880 tot stand, op een smal perceel na. Hier zou pas veel later, in 1931, het tweede Hotel Du Casque verrijzen.

### Café-restaurant Du Casque (1862-1931)
Café-restaurant Du Casque werd na de sloop van het hotel enkele panden westelijker, op het latere adres Vrijthof 52, voortgezet. Het nieuwe pand was aanzienlijk kleiner en het lijkt erop dat Bonn bereid was een stapje terug te doen op deze locatie. Het koffiehuis annex eetgelegenheid was weliswaar ruim opgezet (108 m² op de begane grond en 46 m² op de eerste verdieping), maar van een logeergelegenheid lijkt geen sprake.
In de jaren 1870 was Emile Kirsch eigenaar van het café-restaurant. Na zijn dood verhuurde de weduwe Kirsch-Habets het in 1883 aan Oscar Kayser, die het in 1896 in eigendom verkreeg. In 1919 verwierf Everhardus Petrus Beerman (1869-1928) het pand, dat hij al sinds eind 1907 huurde van Kayser. In hetzelfde jaar 1919 verwierf Du Casque het predicaat hofleverancier. Vanaf 1922 mocht Beerman tevens het wapen van prins Hendrik van Mecklenburg-Schwerin voeren. Beide eerbewijzen werden met trots door middel van wapenschilden aan de gevel getoond. Beroemde gasten uit die tijd waren onder anderen kroonprins Albert I van België en de Franse premier Georges Clemenceau. In de jaren 1920 was de Duitser Emil Backerra er chef-kok. In 1929 verkochten de erven Beerman het pand aan het Vrijthof, samen met een delicatessenwinkel in de Spilstraat, aan P. Gips. Gips liet de bovenzalen van Du Casque renoveren en zette de exploitatie enige tijd voort, maar verkocht het pand waarschijnlijk al in 1930 aan NV Heinekens Bierbrouwerij.

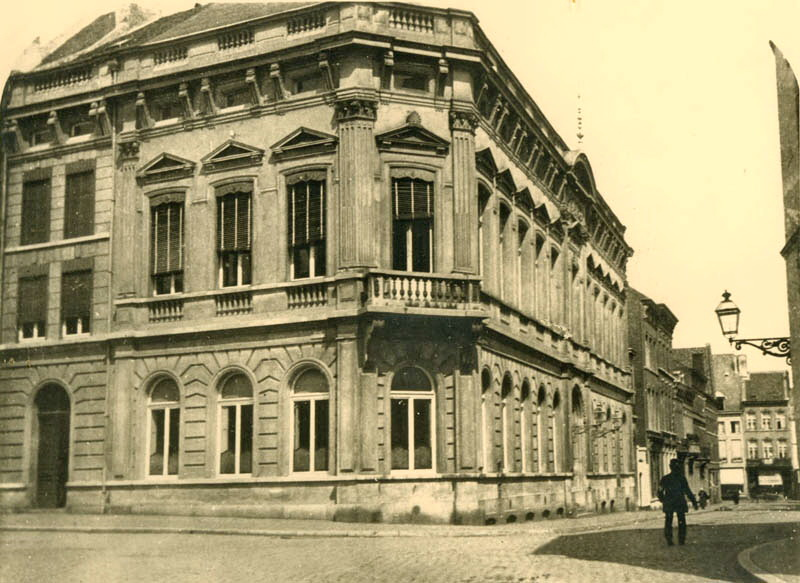
Vm. postkantoor hoek Vrijthof-Helmstraat, ca. 1890
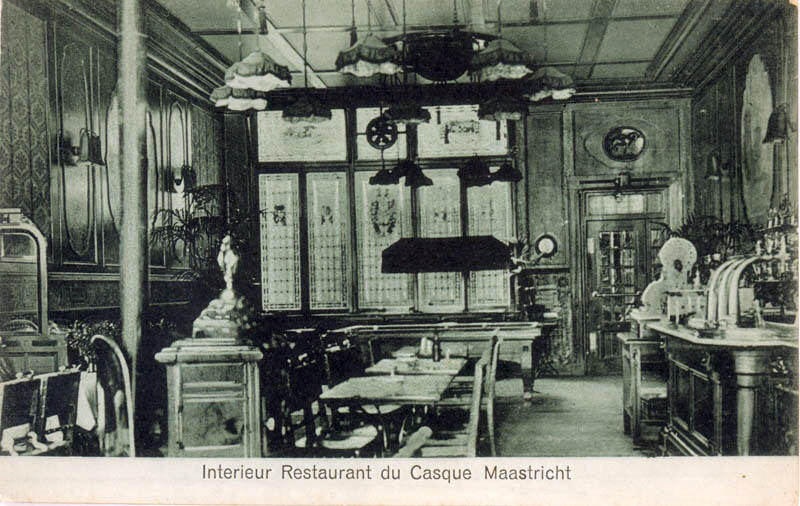
Café-restaurant Du Casque, interieur, ca. 1900-1920
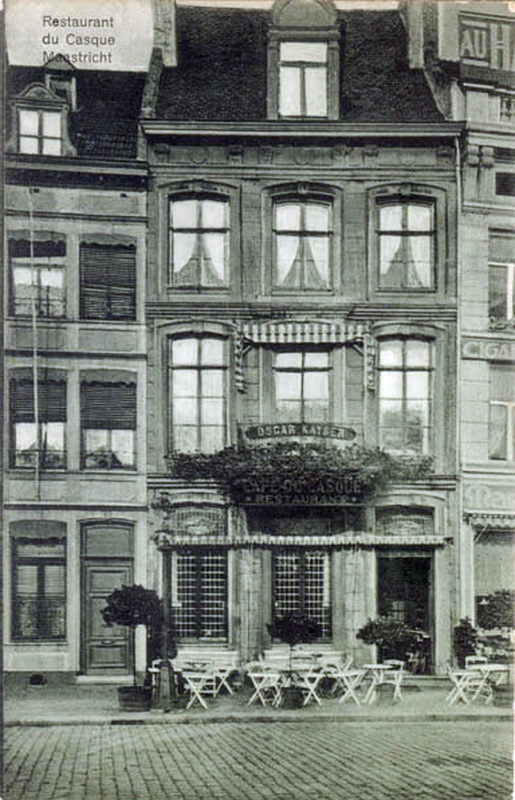
Idem, onder Oscar Kayser, vóór 1919
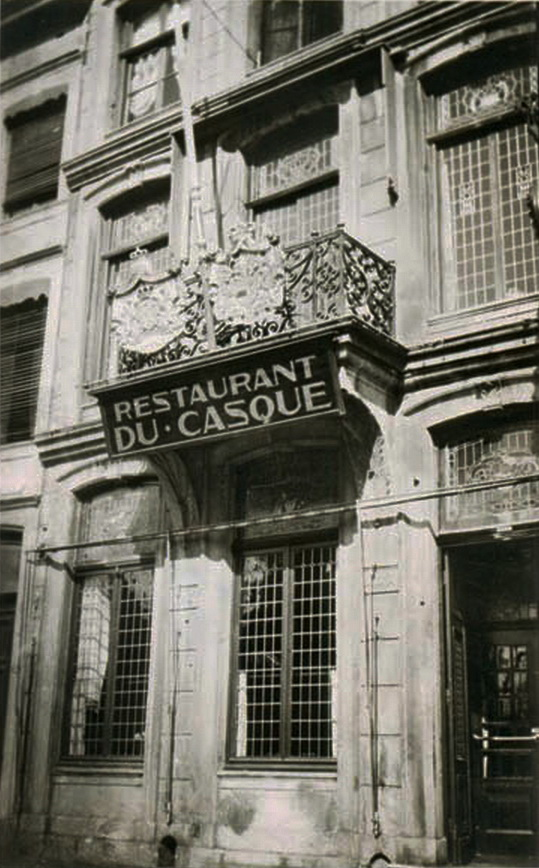
Idem, geveldetail met wapenschilden, 1922 of later

### Tweede Hotel Du Casque (1932-nu)
In 1931 werd Vrijthof 52, samen met het buurpand nr. 53, gesloopt. Hoewel er bij de aanbesteding van de nieuwbouw in 1931 nog geen sprake was van een hotel, moeten die plannen er wel van meet af aan geweest zijn, gezien de architectuur van het complex. De percelen Vrijthof 52 en 53 waren weliswaar smal, maar ook langgerekt, en sloten aan de noordzijde aan op het enige, nog onbebouwde perceel aan de Helmstraat. De bouw werd door Heineken gegund aan de Maastrichtse aannemer Bronswaer, waarbij een bouwsom van ƒ 277.900 werd overeengekomen. Het ontwerp was van de Haagse architect Frans van der Togt (1890-1957), wiens Hotel Atlanta in Rotterdam kort daarvoor voltooid was, en zijn Maastrichtse collega Jos Joosten, bekend van het warenhuis Maussen in Wyck. Op 4 augustus 1932 vond de feestelijke opening van het café-restaurant aan het Vrijthof plaats. Nog geen jaar later, op 20 juli 1933, volgde de opening van het hotel, dat 39 kamers telde (alle voorzien van telefoon en eigen toilet) en 19 badkamers (met Sphinx sanitair en Mosa tegels). Het hotel beschikte tevens over een lift en een aparte trap voor het bedienend personeel. Verder was er een eigen garage (met plaats voor twaalf auto's), een banketbakkerij, een kapsalon, een wijnkelder en een muzieksalon met een vleugel (later televisiekamer). Tot directeur werd aangesteld dhr. F. Verhoef.
In 1984 sloot het hotelrestaurant, waarna de begane grond aan de Vrijthofzijde verhuurd werd aan Gauchos Grill. De opening van het Theater aan het Vrijthof in het vlakbij gelegen Generaalshuis bracht in 1992 een nieuwe stroom van hotelgasten met zich mee: acteurs, theatermakers en musici. Regelmatig terugkerende gasten waren onder anderen Paul van Vliet, Youp van 't Hek, Phia Berkhout, Roberto Benzi en Salvador Mas Conde. In 1999 werd het hotel, dat decennialang in handen was geweest van de familie Van Wijk, overgenomen door de hotelondernemer G. van Eijl, die het, samen met Grand Hotel de l'Empereur, onderbracht bij de hotelketen Best Western. Directeur van beide hotels werd P. Spaan. Nog in hetzelfde jaar werd een nieuwe ontbijtzaal geopend, in neo-artdecostijl. Enkele jaren later werd Du Casque door eigenaar Kaspar van Eijl, opvolger van G. van Eijl, ondergebracht bij zijn Amrâth Groep. In 2013-2014 werd het interieur geheel gerenoveerd.

## Architectuur

### Exterieur

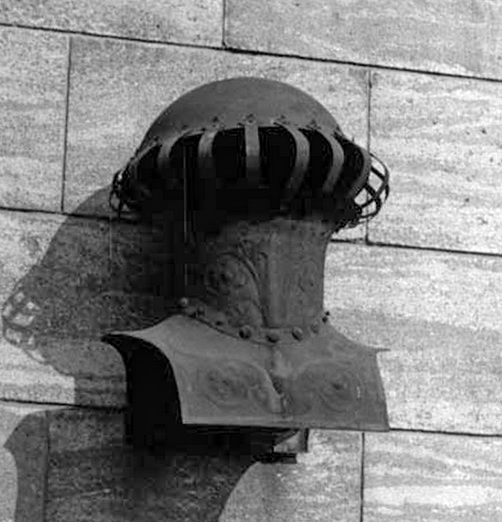
Geveldetail Vrijthof 52: helm met vizier

Hotel Du Casque bestaat uit twee, met elkaar verbonden panden, Vrijthof 52 en Helmstraat 14, die gezamenlijk één rijksmonument vormen. Op het terrein achter het L-vormige hoofdvolume liggen latere aanbouwsels, die niet tot het rijksmonument behoren. Het monumentale deel werd in 1931 ontworpen door de architecten Frans van der Togt en Jos Boosten. De Vrijthofgevel is bekleed met grijsbruine travertin, een veelgebruikt materiaal in die tijd. De asymmetrische lijstgevel wordt aan de linkerzijde geaccentueerd door een verticale, geprofileerde lijst en aan de rechterzijde door een verticale erkeruitbouw over de tweede en derde bouwlaag. De trapeziumvormige erkers eindigen op de bovenste verdieping in een loggia met stenen balustrade. Op de begane grond bevindt zich onder de erkeruitbouw de entree van het restaurant, met dubbele deuren. Daarnaast bevinden zich drie grote vensters met doorlopende bovenlichten. In de tweede bouwlaag geven drie dubbele balkondeuren met bovenlichten toegang tot een breed balkon met een stenen borstwering, waarop de naam van het hotel is aangebracht tussen twee wapenstenen: links het wapen van Nederland en rechts dat van prins Hendrik. In de derde en vierde bouwlaag bevinden zich vier vensters, de bovenste met een over de hele breedte doorlopende dorpel.
De gevel aan de Helmstraat is op de begane grond bekleed met roodbruin graniet en daarboven Franse kalksteen (of Naamse steen?). Deze gevel is ongeveer even breed als de Vrijthofgevel, maar hoger (vijf bouwlagen plus een hoog opgaande kap). Ook deze gevel bevat verticale accenten in de vorm van geprofileerde lijsten en een stapeling van trapeziumvormige erkers, die zich in dit geval over drie bouwlagen in het linker geveldeel uitstrekken. Op de begane grond bevindt zich de hotelentree in een diepliggend portiek met trappartij, daarnaast twee vensters en een houten garagepoort. Het rechtergeveldeel bevat op de eerste verdieping zes geschakelde vensters, op de verdiepingen daarboven vier vensters, en op de bovenste verdieping een loggia over de gehele breedte van de gevel.

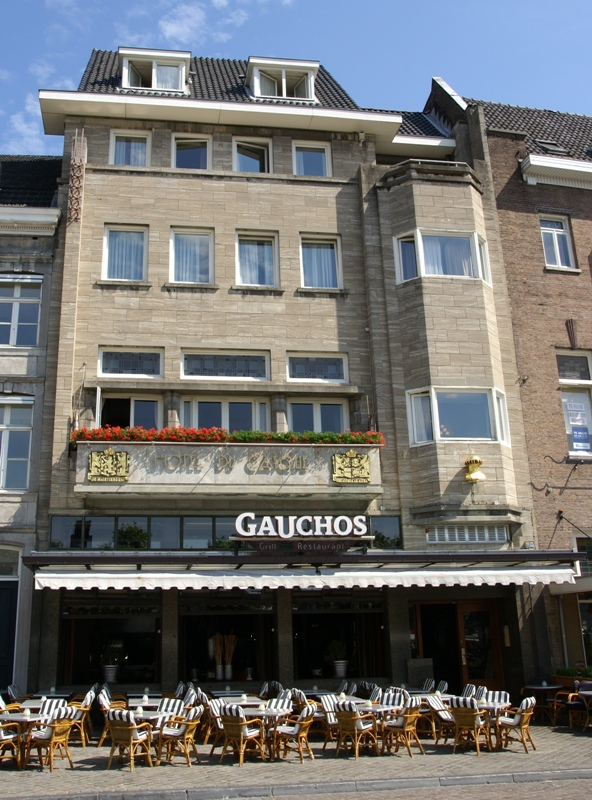
Vrijthof 52
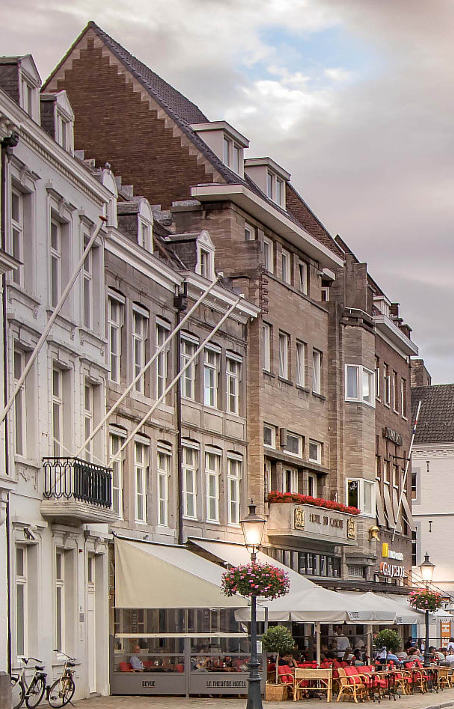
Zijaanzicht Vrijthof
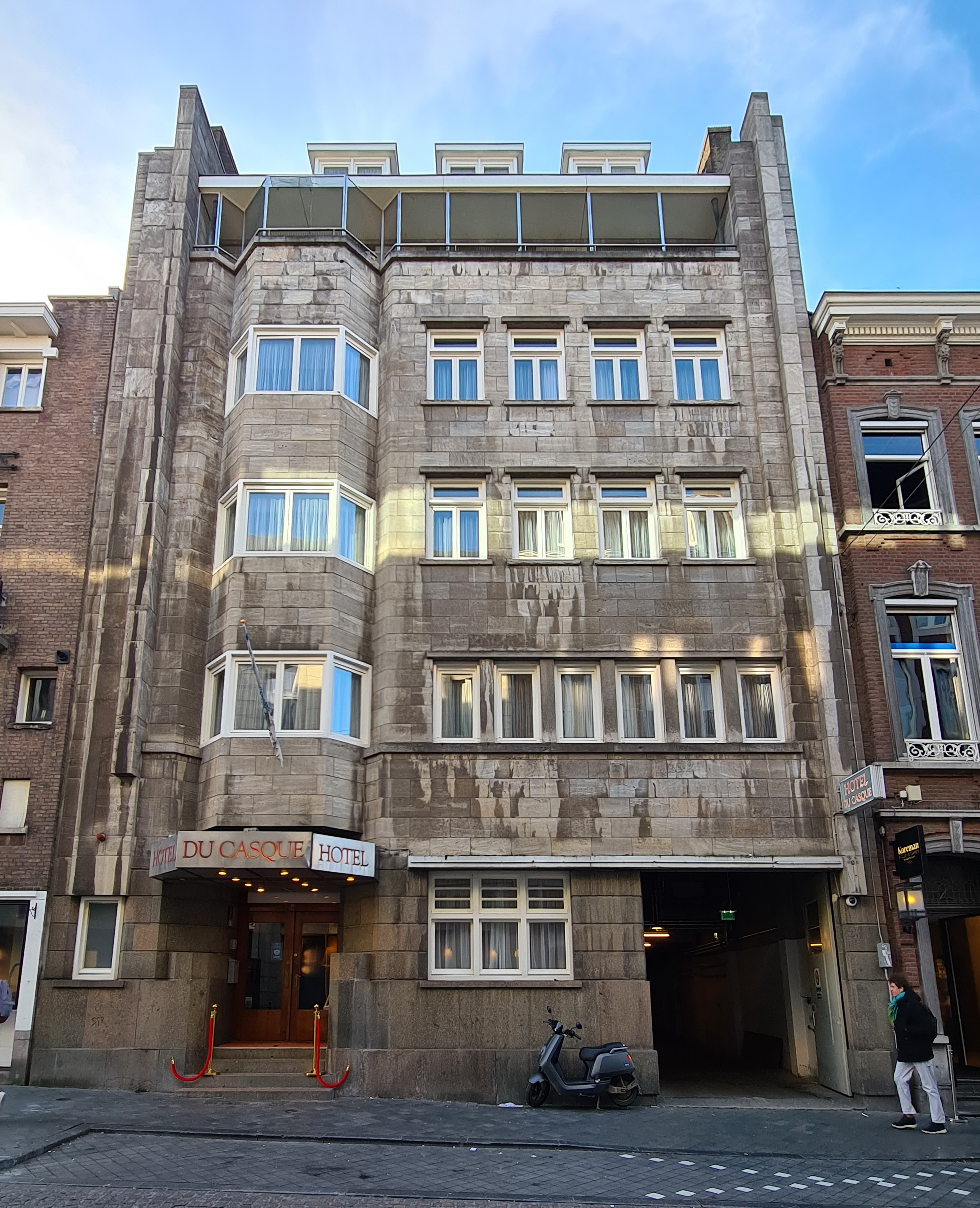
Helmstraat 14
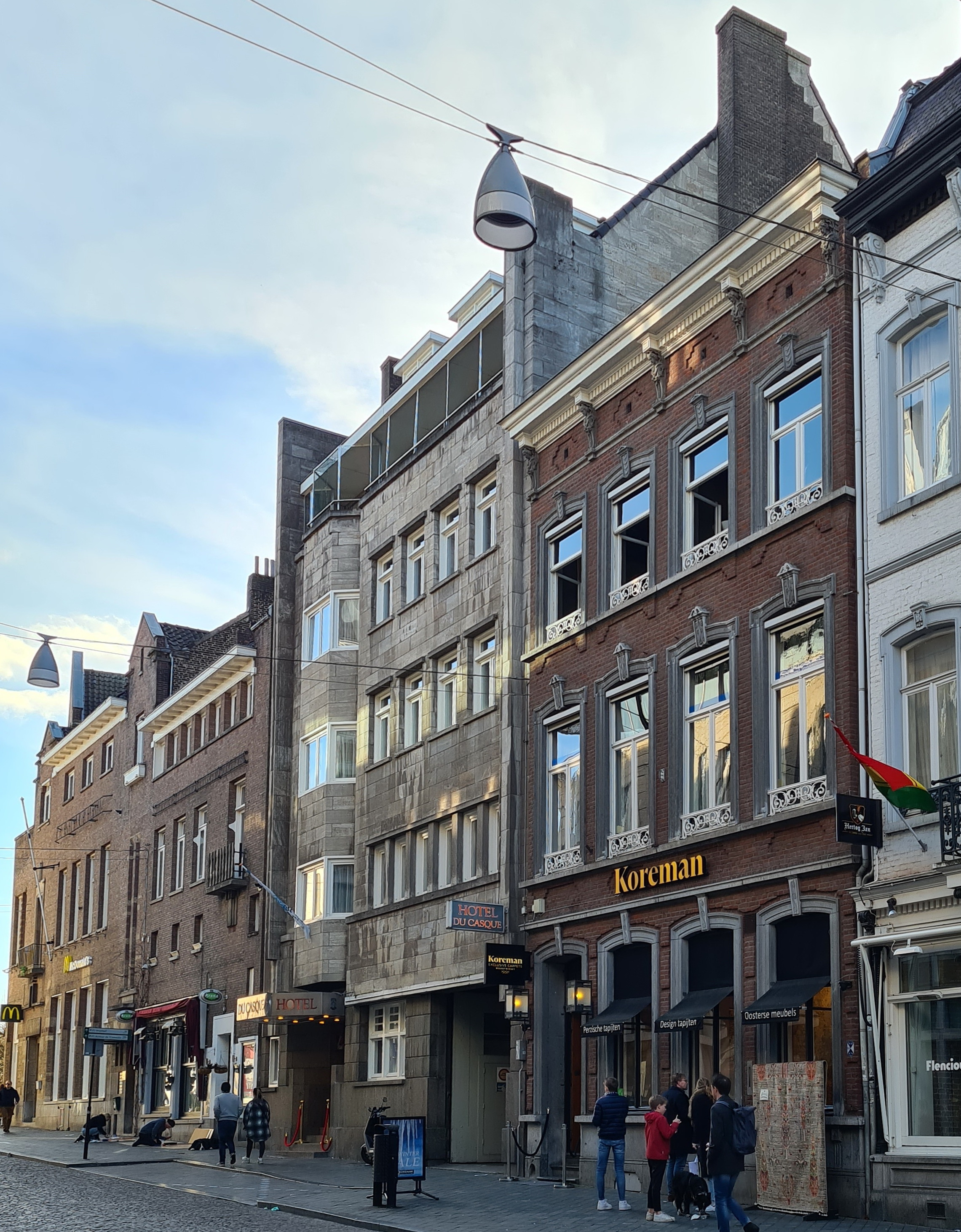
Zijaanzicht Helmstraat

### Interieur
Van het interieur is met name het restaurantgedeelte aan de Vrijthofzijde van belang. Hier zijn een houten lambrisering, met hout beklede wanden met pilasters en een balkenplafond in art deco-stijl bewaard gebleven. Bij de hotelentree zijn de trap en de lift nog oorspronkelijk. Elders in het pand bevinden zich enkele glas-in-loodramen.

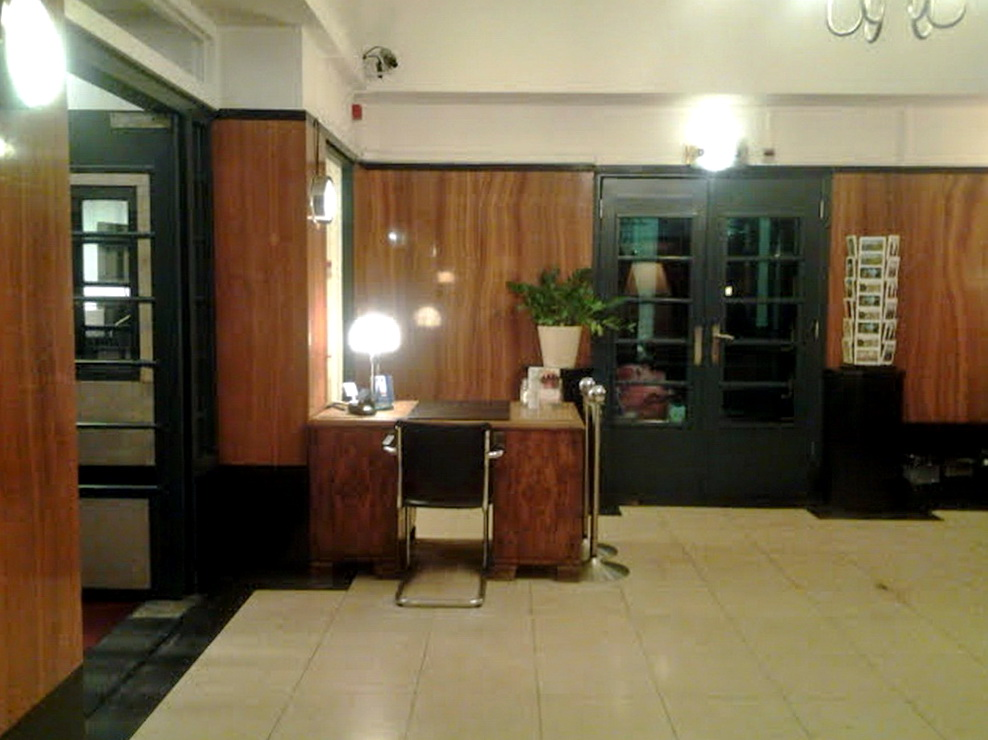
Hotelreceptie
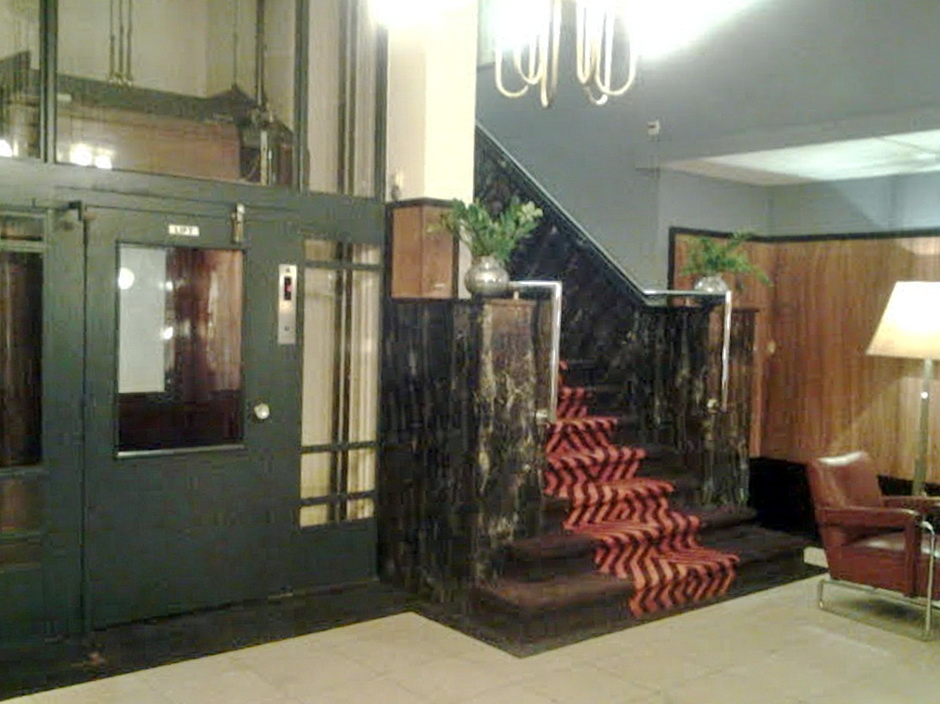
Originele lift en trap
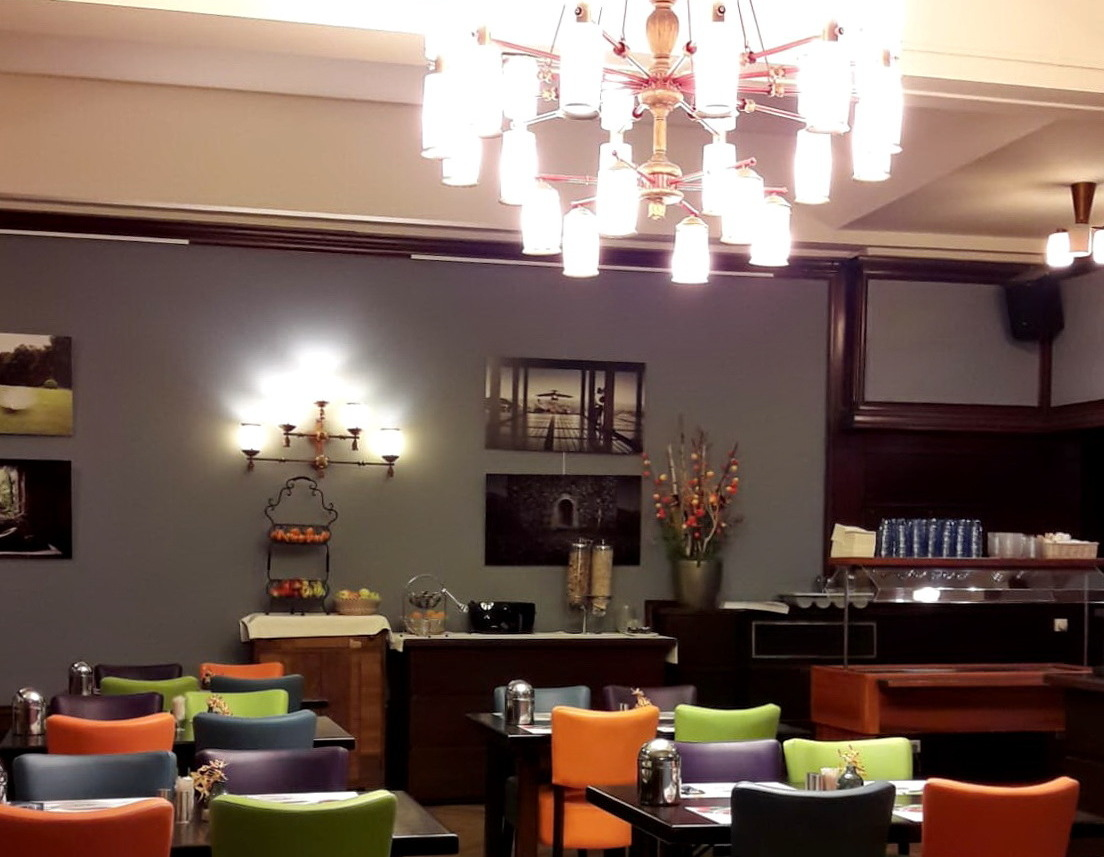
Ontbijtzaal
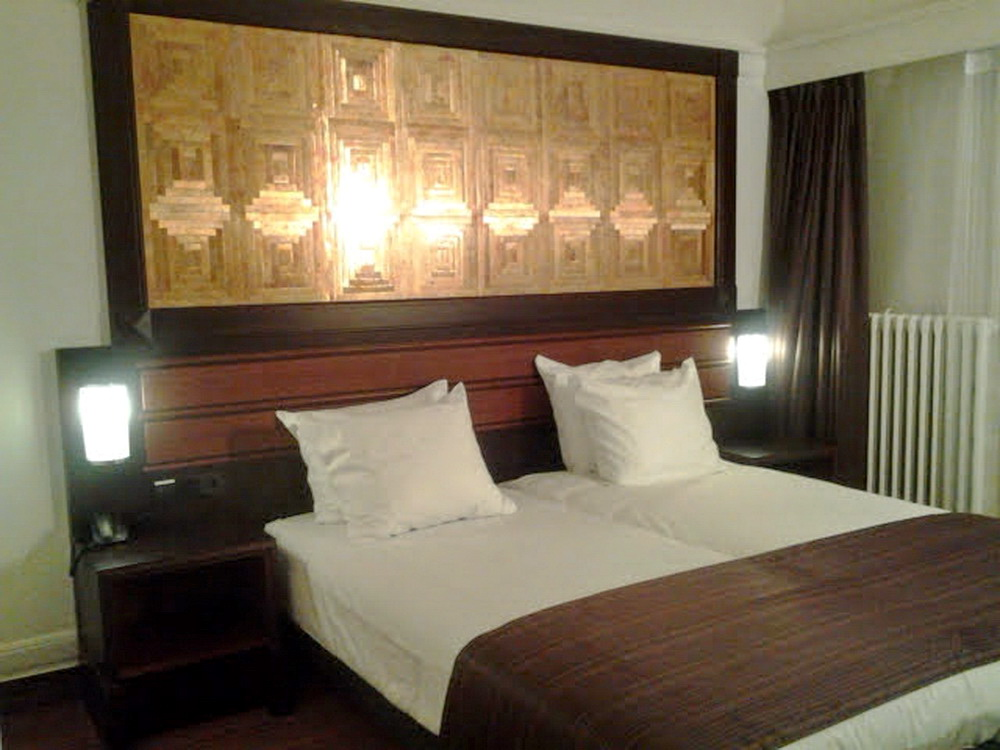
Hotelkamer

## Varia
- "De Helm" was geen ongebruikelijke naam voor een logement in de vijftiende of zestiende eeuw. In de omgeving van Maastricht bevonden zich herbergen met die naam in onder andere Tongeren, Diepenbeek en Maaseik.[8]
- In 1780 pleegde een kanunnik uit Hoei zelfmoord in het hotel. De zaak kreeg nog een staartje, omdat hij zijn bezittingen had nagelaten aan zijn huishoudster, hetgeen door diverse partijen werd aangevochten.[41]
- Bij de afbraak van het oude Du Casque in 1931 vond geen archeologisch onderzoek plaats. Een toevalsvondst van Romeins terra sigillata geeft aan dat dit een strategische locatie langs de hoofdweg Via Belgica was.[42]
- De dichter Alex Campaert (1898-1969) noemde Du Casque omstreeks 1950 in zijn gedicht 'Vergetelheid'. Het begint als volgt: "Tien dagen in Maastricht: · tien dagen op 't terraske · bij Momus of du Casque".[43]
- De cabaretiers Paul van Vliet en Youp van 't Hek besteedden beiden aandacht aan Hotel Du Casque in hun vaste columns in respectievelijk de Haagsche Courant en NRC Handelsblad. Van Vliet deed dat in 1999 om zijn ongenoegen te uiten over de overname van het familiehotel door een hotelketen; Van 't Hek in 2001 om zich te verbazen over het feit dat het hoofd van de huishoudelijke dienst twee overhemden, die hij twee jaar eerder vergeten was, voor hem bewaard had.[33][34]